# Dioscorea mesoamericana
Dioscorea mesoamericana là một loài thực vật có hoa trong họ Dioscoreaceae. Loài này được O.Téllez & Mart.-Rodr. mô tả khoa học đầu tiên năm 1993.